# Lumière
Pour les articles homonymes, voir Lumière (homonymie).

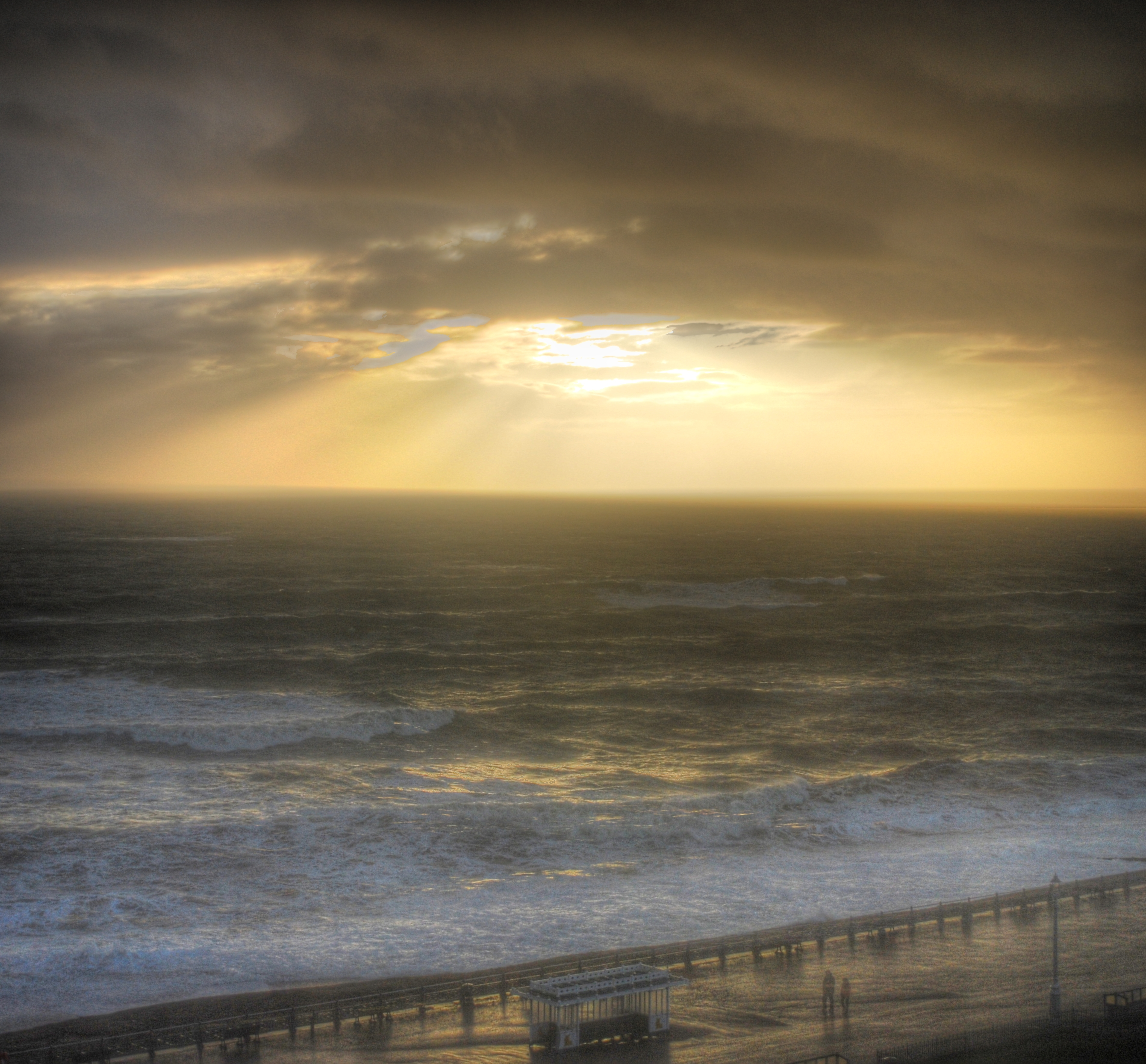
Rayons de lumière sortant des nuages.

Dans son sens le plus habituel, la lumière est le phénomène à l'origine d'une sensation visuelle. La physique montre qu'il s'agit d'ondes électromagnétiques. Le spectre visible est la zone du spectre électromagnétique que voient les mammifères et la plupart des autres espèces animales ; il inclut la longueur d'onde où l'éclairement énergétique solaire est maximal à la surface de la Terre, par un effet d'adaptation à l'environnement. Il s'étend autour d'une longueur d'onde de 550 nm, plus ou moins un tiers.
L'optique est la discipline qui étudie la lumière. Comme les lois de la propagation de la lumière sont largement semblables à celles des autres rayonnements électromagnétiques, d'autant plus que leurs longueurs d'onde sont proches du spectre visible, l'optique s'étend souvent à d'autres ondes électromagnétiques situées dans les domaines infrarouge et ultraviolet ; c'est ainsi qu'on parle de lumière noire, de lumière ultraviolette ou de lumière infrarouge, ce qui pousse parfois à utiliser le terme de lumière visible pour éviter toute ambiguïté. La lumière, y compris ces rayonnements invisibles, transporte une grande partie de l'énergie solaire jusqu'à la surface de la terre et maintient l'équilibre de l'environnement naturel, avec la régénération de l'oxygène par la chlorophylle des plantes.
Pour l’être humain, la lumière indispensable à la vision tient une part importante du bien-être et de la vie sociale. L'éclairage est une spécialité artistique et industrielle qui fait l'objet de normes légales. L'optique physiologique étudie plus particulièrement la perception de la lumière par les êtres humains. La photométrie relie les mesures physiques des rayonnements électromagnétiques à la vision humaine ; la colorimétrie les relie à la perception des couleurs.
La lumière a une forte valeur symbolique ; permettant de percevoir les objets avant de les toucher, elle s'associe, dans toutes les cultures humaines, à la connaissance.

## Propagation et perception
La lumière se déplace en ligne droite dans le vide à une vitesse strictement fixe. Dans les autres milieux, la propagation, toujours plus lente, peut dépendre de la longueur d'onde ; on parle alors de milieu dispersif. La lumière est un peu plus lente dans l'air que dans le vide, et notablement plus lente dans l'eau.
La présence de particules entraîne la diffusion des ondes lumineuses. Quand ce phénomène est négligeable à l'échelle où on l'étudie, on parle de milieu homogène. La diffusion des ondes par l'air, cause de la couleur du ciel, est négligeable à l'échelle d'un instrument d'optique.
La lumière peut changer de trajectoire lors du passage d'un milieu à un autre. Le principe de Fermat ou les lois de Descartes relient les changements de trajectoire de la lumière lorsqu'elle passe d'un milieu à l'autre à sa vitesse dans chacun des milieux. Quand le milieu est dispersif, la trajectoire varie selon la longueur d'onde, et le faisceau lumineux se trouve décomposé selon la longueur d'onde. Ce phénomène se rencontre dans la nature avec l'arc-en-ciel.
La lumière n'est perçue par un récepteur que si elle va directement dans sa direction.
La perception de la lumière est qualitativement différente selon son intensité et son incidence sur l'œil. Quand la lumière est faible, ou qu'elle atteint une région périphérique de la rétine, l'être humain n'en perçoit que l'intensité : c'est une vision en « noir et blanc » et gris intermédiaires. Quand l'éclairement se trouve dans le domaine de vision de jour, une partie centrale de la rétine, la fovéa, analyse grossièrement le spectre lumineux en trois bandes, ce qui permet la vision des couleurs.

### Limites du spectre visible
La physique caractérise les ondes électromagnétiques par leur longueur d'onde ou leur fréquence. La longueur d'onde est égale au quotient de la vitesse de la lumière par la fréquence. La fréquence est invariable, mais la vitesse de la lumière, et par conséquent la longueur d'onde, varie selon le milieu. Quand, pour la lumière, on parle de longueur d'onde sans autre précision, c'est dans le vide, où la vitesse de la lumière est la plus grande. Dans l'air, elle est peu inférieure.
Les limites du spectre visible sont imprécises. La sensibilité visuelle diminue progressivement en s'éloignant d'un maximum autour de 550 nm (540 THz) dans le domaine de vision diurne (vision photopique), 510 nm (580 THz) quand la lumière est faible (vision scotopique). Cette sensibilité varie selon les espèces, dont les relations avec leur environnement déterminent l'importance pour la survie de telle ou telle région du spectre, tout en correspondant toujours approximativement à celle où l'énergie du rayonnement solaire est la plus forte à la surface de la Terre. Elle décroît progressivement autour du maximum ; les limites qu'on lui donne dépendent donc du seuil qu'on lui fixe. Chez l'Homme, on considère que le spectre visible s'étend normalement dans une plage entre une limite entre 360 et 400 nm et une autre entre 760 et 830 nm. À ces valeurs, la sensibilité est au mieux 2500 fois moindre qu'au maximum. Dans des conditions exceptionnelles, comme pour d'autres espèces animales, les limites du visible peuvent s'éloigner.
Du fait de la dualité onde-corpuscule on peut aussi considérer les ondes électromagnétique comme un flux de photons, dont l'énergie est proportionnelle à la fréquence du rayonnement, lorsqu'on le considère comme une onde. La lumière visible se situe à une énergie autour de 2,2 électron-volts. Cette énergie intéresse en particulier la photochimie.

### Limites du rayonnement lumineux
La physique étudie l'environnement en essayant de s'affranchir des incertitudes de la perception humaine, mais son développement historique en a dépendu étroitement. Avant que les physiciens considèrent la lumière comme une partie du rayonnement électromagnétique, l'optique a établi des méthodes à partir de la lumière visible. La photographie a montré que les lois de l'optique s'appliquaient à des rayons invisibles. Si l'on définit la lumière par « rayonnement qui s'étudie par des systèmes optiques », on peut étendre énormément son champ. Un radiotélescope les applique dans ses antennes. Ce sont les points communs de ces rayonnements qui les font assimiler à la lumière :
- les ondes sont incohérentes, c'est-à-dire qu'on ne peut prévoir la phase — ni même en général, la fréquence — en un point et à un instant donné, mais seulement mesurer une énergie moyenne ;
- les rayonnements sont peu pénétrants, ce qui permet d'appliquer les lois de la réflexion.

### Photométrie
Du point de vue physique, il est tout à fait indifférent qu'un rayonnement soit visible ou non. L'évaluation de l'effet d'un rayonnement électromagnétique sur l'éclairement est l'objet de la photométrie. Ces études, entreprises depuis le XVIIe siècle, ont abouti à l'établissement de courbes ou de tables d'efficacité lumineuse spectrale. On peut ainsi, connaissant la puissance d'un rayonnement pour chaque longueur d'onde, calculer son effet lumineux. Plus pratiquement, avec un capteur muni d'un filtre (optique) approprié, on peut mesurer un flux lumineux ou un éclairement lumineux.

### Couleur
Lorsque le niveau lumineux est suffisant (vision photopique), l'être humain distingue des couleurs, correspondant à la répartition spectrale des lumières qui lui parviennent. La vision est une perception complexe, une activité cognitive dans laquelle plusieurs aires cérébrales collaborent, comparant les sensations à celles enregistrées dans la mémoire, avec plusieurs effets en retour. En particulier, la vision des couleurs s'adapte à l'éclairage ambiant, de façon à attribuer aux objets une couleur, même si, du fait d'une variation de la lumière, la rétine reçoit des rayonnements différents.
L'être humain est trichromate, son œil comporte trois types de récepteurs, dont la sensibilité spectrale est différente ; les différences entre leurs réponses est à la base de la perception des couleurs. Par conséquent, deux lumières de composition spectrale très différente peuvent être perçues comme étant de la même couleur, si leur influence sur les trois types de récepteurs est égale. On dit alors que les lumières sont métamères. C'est cette particularité que l'on exploite dans la photographie et l'impression en couleurs, ainsi que dans les écrans de télévision et d'ordinateur. Avec trois couleurs bien choisies, dites couleurs primaires, on peut créer, soit par synthèse additive, soit par synthèse soustractive, la perception de très nombreuses couleurs. L'étude de la perception des couleurs, selon les caractéristiques physiques du rayonnement lumineux, est l'objet de la colorimétrie.

## Description physique de la lumière

### Ondes et corpuscules
Divers phénomènes physiques mettent en évidence parfois l'aspect corpusculaire, parfois l'aspect ondulatoire de la lumière. Selon les cas, la lumière présente des propriétés soit propres à une onde, sans localisation — diffraction, polarisation, etc., soit propres à un objet localisé, un corpuscule — effet photoélectrique, spectre d'émission des matériaux, chimie des colorants, etc..
L'approche corpusculaire est inévitable lorsque les énergies en jeu sont si faibles qu'on ne peut rien en prélever pour la mesure sans perturber le système. L'approche ondulatoire sert en optique et dans les cas qui concernent des puissances incomparablement plus grandes que celle des photons. Ses modèles supposent que les phénomènes sont mesurables sur une échelle continue.

### Vitesse
La vitesse de la lumière dans le vide, notée c (comme célérité), est une constante de la physique. Cette propriété a été induite de l'expérience d'interférométrie de Michelson et Morley et a été clairement énoncée par Albert Einstein en 1905.
La vitesse de la lumière dans le vide est la vitesse maximale possible pour tout déplacement d'énergie.

#### Addition des vitesses et célérité
La loi d'addition des vitesses v' = V+v est à peu près vraie pour des vitesses faibles par rapport à la vitesse de la lumière. Du point de vue de la physique classique, un voyageur marchant dans un train a, par rapport au sol, une vitesse égale à celle du train plus (vectoriellement) sa propre vitesse de marche dans le train. Et l'on écrit d = (V+v) t = Vt+vt, soit la distance parcourue par le train plus la distance parcourue dans le train est la distance parcourue par le voyageur par rapport au sol dans le temps t qui est classiquement le même dans le train et au sol, ce qui implique la loi classique d'addition des vitesses. Cette approximation devient de moins en moins précise à mesure que la vitesse v considérée augmente.
Un photon va à la même vitesse c que ce soit par rapport au sol ou par rapport au train. La loi d'addition des vitesses n'est qu'une approximation de la loi dite de transformation sur les vitesses de Lorentz (appelée parfois d'addition des vitesses, ou plus correctement loi de composition des vitesses). Ce résultat est l'une des caractéristiques de la relativité restreinte ; la loi de composition des vitesses issue des transformations mathématiques de Lorentz donne à la limite des faibles vitesses (par rapport à la vitesse c) les mêmes résultats que les transformations de Galilée.
En résumé, la composition des vitesses est 
- en vitesse classique, la transformée de Galilée :

{\displaystyle u=u'+v}
- en vitesse relativiste, la transformée de Lorentz :

{\displaystyle u={\frac {u'+v}{1+{\frac {u'v}{c^{2}}}}}}

#### Dans les matériaux
La vitesse de la lumière n'est pas toujours la même dans tous les milieux et dans toutes les conditions. Les écarts de vitesse observés entre deux milieux sont liés à l'indice de réfraction, qui caractérise les réponses des milieux à la traversée d'une onde électromagnétique.
L'écart entre la vitesse de la lumière dans le vide et la vitesse de la lumière dans l'air est très faible (moins de 1 %), ce qui a permis de parler en général de vitesse de la lumière au lieu de vitesse de la lumière dans le vide. Cependant, dans la matière condensée, une onde lumineuse peut être considérablement ralentie (par exemple, de 25 % dans l'eau. Les physiciens sont même parvenus à ralentir la propagation lumineuse par transparence induite électromagnétiquement jusqu'à une vitesse de quelques mètres par seconde dans des cas extrêmes.

#### Dans le Système International (SI)
Actuellement, la plupart des unités du Système international sont définies à partir de la célérité de la lumière. Une vitesse étant le quotient d'une longueur par une durée, on peut définir une distance comme étant le produit d'une durée par une vitesse (en l'occurrence c), ou une durée comme la division d'une distance par c.
La seconde est définie dans le Système International par un phénomène lumineux : c'est la durée de 9 192 631 770 périodes de la radiation correspondant à la transition entre les deux niveaux hyper-fins de l'état fondamental de l'atome de césium 133.
Le mètre est l'unité du Système International de longueur. De nos jours, il est défini comme la distance parcourue par la lumière, dans le vide, en 1⁄299 792 458 seconde. Il s'agit là d'une définition conventionnelle, car toute évolution dans la définition de la seconde aurait une incidence directe sur la longueur du mètre. Avec la définition actuelle de la seconde, le mètre est donc égal à :
{\displaystyle {\frac {9\;192\;631\;770}{299\;792\;458}}} fois la longueur d'onde de la radiation choisie.
On peut également dire que la vitesse de la lumière dans le vide est précisément 299 792 458 m/s : il n'y a pas d'incertitude sur cette valeur.

#### Année-lumière
En astronomie, on emploie, surtout en vulgarisation, une unité qui donne une idée de l'énormité des distances qui séparent les astres. Une année-lumière est la distance que parcourt la lumière en un an. Elle vaut un peu moins de 9,5 pétamètres — 9,5 millions de millions de kilomètres.  L'étoile la plus proche du système solaire s'en trouve à 4,22 années-lumière. Les communications scientifiques préfèrent souvent le parsec ou l'unité astronomique. La mesure des distances en astronomie limite l'usage de chaque unité à un intervalle de distances approprié.

## Histoire de l'étude de la lumière

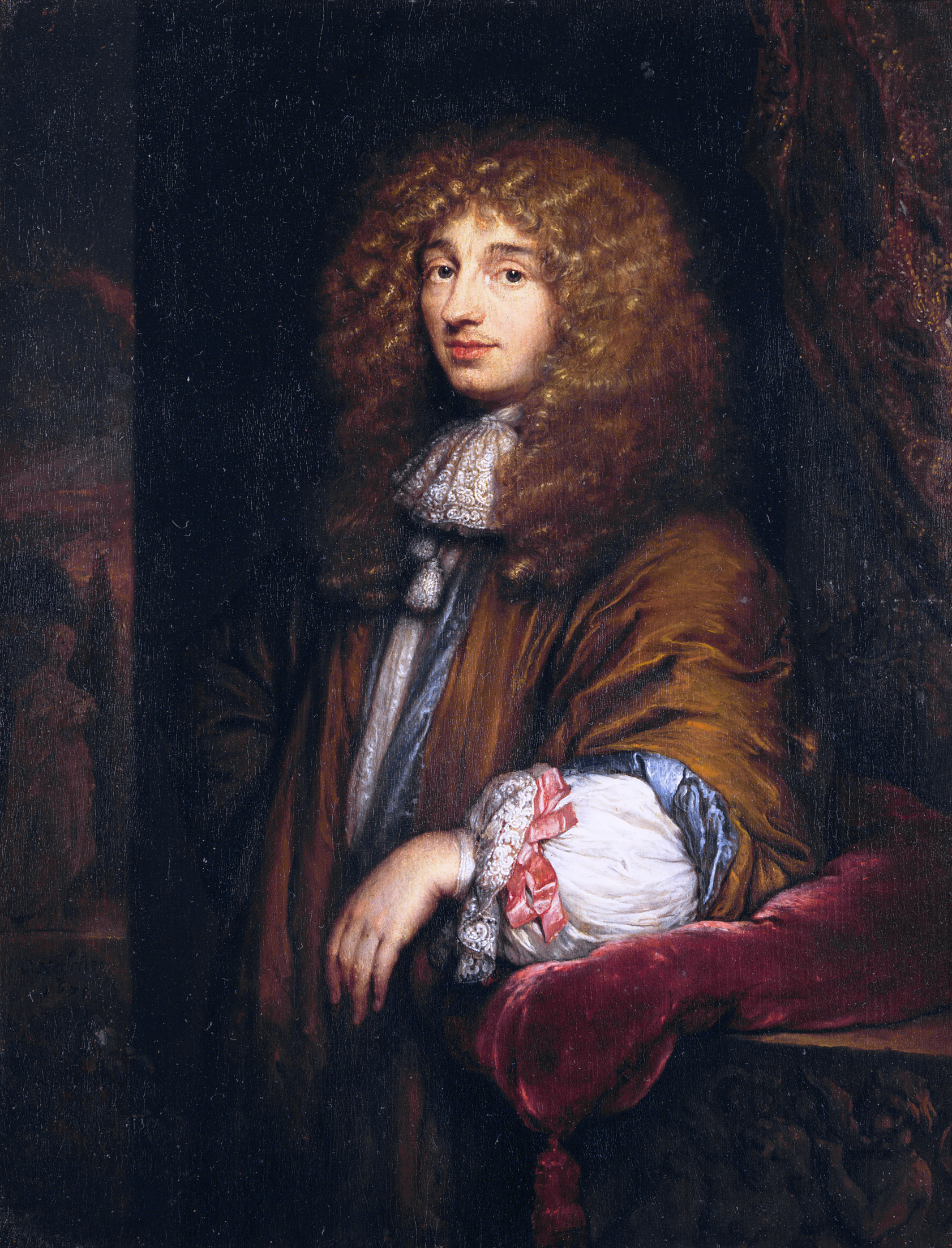
Christiaan Huygens, qui montra en 1677 la compatibilté des lois de Snell-Descartes avec la théorie ondulatoire de la lumière.

Les premières études expérimentales sur la lumière remontent à l'Antiquité. La propagation en ligne droite, la loi de la réflexion sont connues à l’époque de Aristote.
Cependant, la philosophie hésite quant à la nature de la lumière. L'expérience humaine ordinaire ne permet pas de décider si un objet est visible lorsque personne ne le voit. On peut, comme les philosophes de la Grèce antique, interroger la notion de lumière. La théorie de l'extramission considère la vision comme un sens proche du toucher, dans lequel des rayons rectilignes, impalpables, sortent de l'œil pour aller palper les objets. Cette théorie ne fait pas obstacle au développement de la perspective ni à celle des miroirs. Les cultures considèrent les astres, qu'on ne peut toucher, comme des êtres surnaturels. Le doute sur la nature de la vision, et par conséquent de la lumière, va se maintenir jusqu'à la Renaissance, et bien plus tard en ce qui concerne les couleurs, dont le rapport à l'expérience physique est plus distant. Ces notions seront à la base des résistances aux théories scientifiques de la lumière.
Autour de l'An mille, le savant perse Ibn Al Haytham (965 - 1039), de son nom latinisé Alhazen, rédige à Bagdad son Traité d'optique. Il est le premier à penser que la lumière se déplace à vitesse finie et en particulier que cette vitesse est plus élevée dans les milieux de faible densité. La traduction latine d'une partie de son œuvre alimente la science occidentale, quelques siècles plus tard.
L’optique bascule brutalement avec la découverte fortuite des lentilles par des artisans italiens vers la fin du XIIIe siècle. L’Allemand Johannes Kepler résume l’ensemble des connaissances de l’optique dans son ouvrage Dioptrice, après avoir vérifié les travaux de Galilée. L'étude de la lumière se confond alors avec celle des instruments permettant de voir les objets lointains ou minuscules. Au XVIIe siècle, Snell, Fermat et Descartes abordent la lumière par l'optique géométrique. Fermat est parmi les premiers à affirmer que la vitesse de la lumière est finie. En 1676, Rømer la calcule pour la première fois à partir des décalages de l'orbite de Io par rapport aux prévisions. Huygens montre en 1677 que les lois de Snell-Descartes sont conservées si l'on suppose une propagation de la lumière sous la forme d'ondes.
Newton publie en 1704 son Opticks qui interprète les phénomènes lumineux de manière corpusculaire : les faisceaux lumineux qui se propagent dans l’éther sont une succession de grains de lumière dont la taille est reliée à la couleur. Le prestige de l'auteur paralyse pendant près d’un siècle les suppositions selon lesquelles la lumière pouvait être une onde. Ses travaux sur la décomposition de la lumière blanche transforment radicalement la conception de la couleur : la lumière blanche qui était supposée primordiale s'avère la composition de rayonnements colorés. Ce changement rencontre pendant plus d'un siècle des résistances fondées sur les failles réelles du raisonnement de Newton, aussi bien que sur des expériences de perception et la défense des arguments traditionnels.
Au XIXe siècle, Hippolyte Fizeau puis Léon Foucault mesurent la vitesse de la lumière avec un faisceau qu'une roue dentée divise en impulsions réfléchies par des miroirs. Thomas Young étudie expérimentalement la diffraction et les interférences de la lumière, qui soutiennent la théorie ondulatoire. Augustin Fresnel énonce que cette conception est seule capable d’expliquer de façon convaincante tous les phénomènes de polarisation.
En 1873, James Clerk Maxwell interprète la lumière comme étant un phénomène électromagnétique. Les recherches de la physique sont dès lors entièrement détachées de la lumière visible. Les équations de Maxwell permettent de développer une théorie générale de l'électromagnétisme. Elles s'apliquent aussi bien la propagation de la lumière qu'au fonctionnement d'un électroaimant — on démontre que les lois de l'optique géométrique en sont un cas particulier. Cette description classique est la plus utilisée.
En 1905, Albert Einstein publie sa théorie de la relativité restreinte où il étudie les conséquences mathématiques du principe physique selon lequel la vitesse de la lumière a la même valeur dans tous les référentiels galiléens. Après les travaux de Ludwig Boltzmann et Max Planck, Einstein reprend l'idée que la lumière peut avoir une nature corpusculaire. L'étude de l'interaction rayonnement-matière donne naissance à la mécanique quantique, et au concept de dualité onde-corpuscule pour ces rayonnements.
La révolution industrielle crée, au cours du XIXe siècle, de nouveaux procédés d'éclairage, dont la comparaison suscite des études sur la perception de la lumière. La photométrie se dégage de la comparaison entre éclairage au gaz et éclairage électrique. Le développement de la photographie oblige à préciser ce qu'est la lumière visible par rapport au rayonnement en général : des rayonnements invisibles comme les ultraviolets marquent la surface sensible, tandis que des rayonnements visibles, correspondant au rouge, ne s'y impriment pas et donnent du noir, jusqu'au perfectionnement de la pellicule panchromatique. On distingue l'intensité énergétique de l'intensité lumineuse du rayonnement.

## Énergie lumineuse et vie

### Biologie
Même si certaines formes de vies au fond des océans peuvent s'en passer, la lumière du Soleil est la première source d'énergie des écosystèmes terrestres, par la photosynthèse. Elle contrôle les cycles écogéobiologiques et le stockage du carbone tels qu'ils existent depuis 3,7 milliards d'années. Elle joue aussi un rôle important en entretenant la couche d'ozone et en limitant la pullulation des microbes sensibles aux ultraviolets et/ou à l'infrarouge. Cette sensibilité est utilisée par certaines techniques de stérilisation.
Inversement, elle contribue à certaines formes de pollution dites « photochimiques » (ozone troposphérique, oxydes d'azote) et inversement à dégrader (photodégradation) certains polluants de l'air, du sol superficiel ou de l'eau (certains pesticides présents dans l'air) par exemple. La lumière corrige les horloges biologiques animales, par la production de mélatonine qui est une hormone uniquement produite la nuit, chez la plupart des animaux et chez d'autres espèces. Chez la plupart des espèces la lumière naturelle est vitale au bon accomplissement des cycles biologiques. Chez l'humain, l'exposition aux ultraviolets de la lumière solaire sont nécessaires à la synthèse de la vitamine D.
Les plantes possèdent des protéines sensibles à la lumière sous différentes longueurs d'onde.
Les phytochromes peuvent passer de la forme inactive, Pr, à la conformation active, Pfr, sous la lumière rouge. Le processus est thermodynamiquement réversible sous l'effet des infrarouges proches (710 à 850 nm). Les phytochromes actifs peuvent induire la germination des graines ou inhiber la croissance de la tige ; ils contrecarrent ainsi les protéines PIFs impliquées dans l'expression des gènes en empêchant leur action. Les phytochromes jouent aussi un rôle dans l'évitement de l'ombre et la rectification de l'horloge circadienne en cas de changement de la durée du jour[réf. souhaitée].
Les cryptochromes peuvent agir de concert avec les phytochromes, mais sont sensibles à la lumière bleue. Ils sont capables d'inhiber la croissance de la tige, de réguler l'horloge circadienne et d'induire la floraison et la croissance des cotylédons. Chez les animaux, elles jouent un rôle dans le cycle circadien.
Les ultraviolets B activent les protéines UVR8 (en) qui provoquent la production de flavonoïdes qui filtrent les rayonnements. Associé à la réparation d'ADN, l'UVR8 peut induire une acclimatation ainsi qu'une élongation de la tige. Une exposition trop intense aux UV-B peut conduire à la mort de la plante[réf. souhaitée].
La durée du jour est essentielle pour contrôler l'apparition des bourgeons, feuilles, fleurs, ou l'ouverture et la fermeture de fleurs. La présence de lumière artificielle dans l'environnement nocturne peut altérer le comportement ou les fonctions de certaines espèces ou des écosystèmes[réf. nécessaire] ; ce phénomène est généralement décrit sous le nom de « pollution lumineuse ».

### Vision
De nombreuses espèces animales possèdent un sens visuel, permettant de réagir à des objets distants. Un bon nombre de ces espèces réagissent différemment aux objets selon le spectre de la lumière qu'ils émettent ou réfléchissent, exhibant ainsi les caractères d'une forme de vision des couleurs. Les organismes sont généralement sensibles aux parties du spectre électromagnétique issu du rayonnement solaire les plus puissantes dans leur environnement. La vision humaine définit celle qu'on appelle spectre visible, dont les fréquences supérieures produisent une perception de couleur violette et les fréquences inférieures correspondent au rouge. La limite du spectre visible est arbitraire ; la sensibilité de l'œil diminue progressivement, et la limite en fréquence dépend du niveau que l'on considère comme négligeable (1 %, 0,1 % de la meilleure sensibilité, par exemple). On donne en général les valeurs de longueur d'onde de 400 à 700 nanomètres (nm), des valeurs simples à retenir, allant jusqu'à une sensibilité de moins de 1 % du maximum. Les tables photométriques vont de 360 à 830 nm ; les longueurs d'onde inférieures à 450 nm se perçoivent comme des couleurs bleu-violet profond très peu différentes de teinte, mais de plus en plus sombres, tandis que toutes les longueurs d'onde supérieures à 630 nm donnent, de même, la même perception visuelle rouge, si on en augmente suffisamment l'intensité. La largeur de bande de la lumière visible par les animaux peut varier quelque peu par rapport aux capacités visuelles des êtres humains.
Dans la vision photopique, diurne, la transformation de la lumière en influx nerveux par les cônes permet la perception colorée. L'adaptation visuelle change les caractères de la perception pour la faire correspondre à l'éclairement de la scène vue, et aux rapports perçus entre les surfaces du champ visuel. La correspondance entre lumière définie physiquement et la perception est assez lâche en général. On attribue aux objets une couleur constante même si le rayonnement qui en parvient à l'œil varie. Les êtres vivants, en dehors d'un contexte technologique, n'ont aucun avantage à mesurer la lumière. La vision leur sert à identifier les objets à distance. Les animaux porteurs des caractères les plus à même de favoriser cette fonction ont gagné un avantage dans la sélection naturelle et les ont propagés.

### Cycle circadien
La lumière naturelle est pulsée par le rythme circadien, qui influe sur l'ensemble des fonctions vitales. Chez l'humain, on peut produire ou soigner une dépression par l'absence ou la présence de lumière. Une étude sur des pensionnaires de maison de retraite été démontré en 2008 que la prise de mélatonine et l'exposition à la lumière naturelle améliorent les symptômes de troubles des cycles du sommeil ; la prise de mélatonine facilite l'endormissement (huit minutes plus tôt en moyenne) et allonge le sommeil de vingt-sept minutes en moyenne. L'exposition à la lumière naturelle diminuerait aussi chez ces personnes âgées les symptômes de dépression (-19 %), les limitations fonctionnelles au quotidien (- 53 %) et la détérioration cognitive (- 5 %). L'association lumière + mélatonine a aussi diminué les comportements agressifs (- 9 %), les phases d'agitation et de réveils nocturnes.
Le Dr Albert Lachman (spécialiste des troubles du sommeil) estime qu'en améliorant le sommeil du malade, ses fonctions cognitives et l'humeur sont améliorées. Il conseille « de bien éclairer les pièces en journée, de laisser les rideaux ouverts et, à l'inverse, de diminuer les sources de lumière en soirée pour que l'organisme reçoive le signal que la nuit est là […] Malheureusement, dans certaines maisons de repos, pour des questions d'organisation, on fait plutôt l'inverse » ajoute-t-il.
Il est apparu que des récepteurs situés dans les cellules ganglionnaires de la rétine, surtout sensibles à la lumière bleue présente dans la lumière du jour, participent à la régulation de mélatonine et du rythme circadien. Une précaution d'hygiène lumineuse doit faire éviter de perturber ce cycle par un éclairage artificiel « lumière du jour » la nuit.

## Sources lumineuses

### Mesure
En matière de mesure de la lumière, il importe de bien définir de quoi on parle :
- l'unité de flux lumineux, ou puissance lumineuse est le lumen = candela.stéradian. Une ampoule électrique courante (15 watts basse consommation ou 75 watts à incandescence classique) produit environ 1500 lumens ;
- l'unité internationale d'intensité lumineuse est la candela.

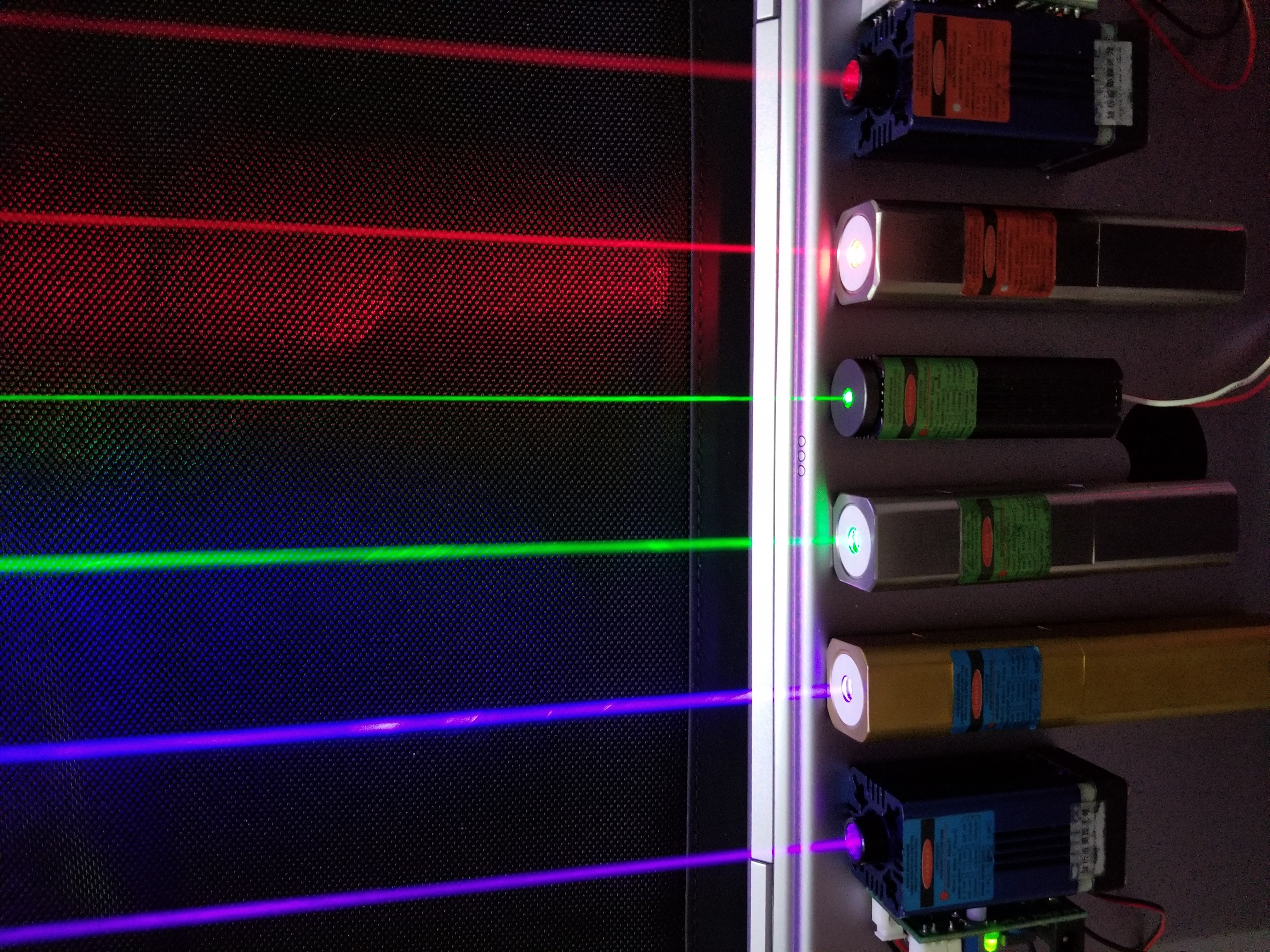
faisceaux de lumière cohérente issus de lasers.

La lumière est constituée d'ondes électromagnétiques, caractérisées par la longueur d'onde dans le vide, correspondant à un niveau d'énergie, et l'intensité. La répartition des longueurs d'onde régit la perception de couleur de la lumière. Une onde électromagnétique constituée d'ondes de la même longueur d'onde — pour autant qu'on puisse le vérifier, est dite monochromatique. Si en plus toutes les ondes ont la même polarisation, alors la lumière est cohérente : c'est ce qui se passe dans un laser.
La mesure de la lumière est compliquée par le fait qu'on s'intéresse, en pratique, à la lumière visible, alors que la sensibilité humaine dépend de la longueur d'onde. Le rapport entre ces deux grandeurs, déterminé empiriquement, se trouve dans le tableau des valeurs d'efficacité lumineuse spectrale.

### Sources naturelles de lumière
Le Soleil est le principal luminaire naturel. Les étoiles plus lointaines rayonnent suffisamment pour être visibles, mais pas assez pour éclairer. La lumière solaire est suffisamment puissante pour que la petite partie de son rayonnement diffusée par l'atmosphère terrestre et réfléchie par les objets de la surface suffise pour voir les parties qu'elle n'atteint pas directement.
La Lune réfléchit suffisamment de lumière solaire pour permettre la vision scotopique (nocturne), sans perception des couleurs, des objets que son rayonnement frappe directement.
Les autres petits corps célestes (planètes et leurs satellites, astéroïdes, comètes, etc.), produisent de même moins de rayonnement qu'ils n'en reçoivent, et leur rayonnement, comme celui des étoiles, est insuffisant pour éclairer à la surface de la Terre. Certaines planètes géantes (comme Jupiter ou Saturne) produisent un peu plus de rayonnement qu'elles n'en reçoivent, mais pas suffisamment pour éclairer la Terre. Les étoiles filantes, quant à elles, sont échauffées par la friction avec l'air et finissent par y brûler. Ce phénomène est source d'une lumière également insuffisante pour éclairer.
Les objets chauds émettent un rayonnement électromagnétique dont l'énergie dépend de leur température ; un corps noir produirait une lumière de spectre lumineux à peu près semblable à celui du Soleil à une température d'environ 5 500 kelvins. Les combustions en milieu ouvert échauffent suffisamment de poussières pour que celles-ci produisent de la lumière.
Certains organismes vivants : poissons, mollusques, lucioles et vers luisants, produisent de la lumière par bioluminescence.

### Sources de lumière artificielles

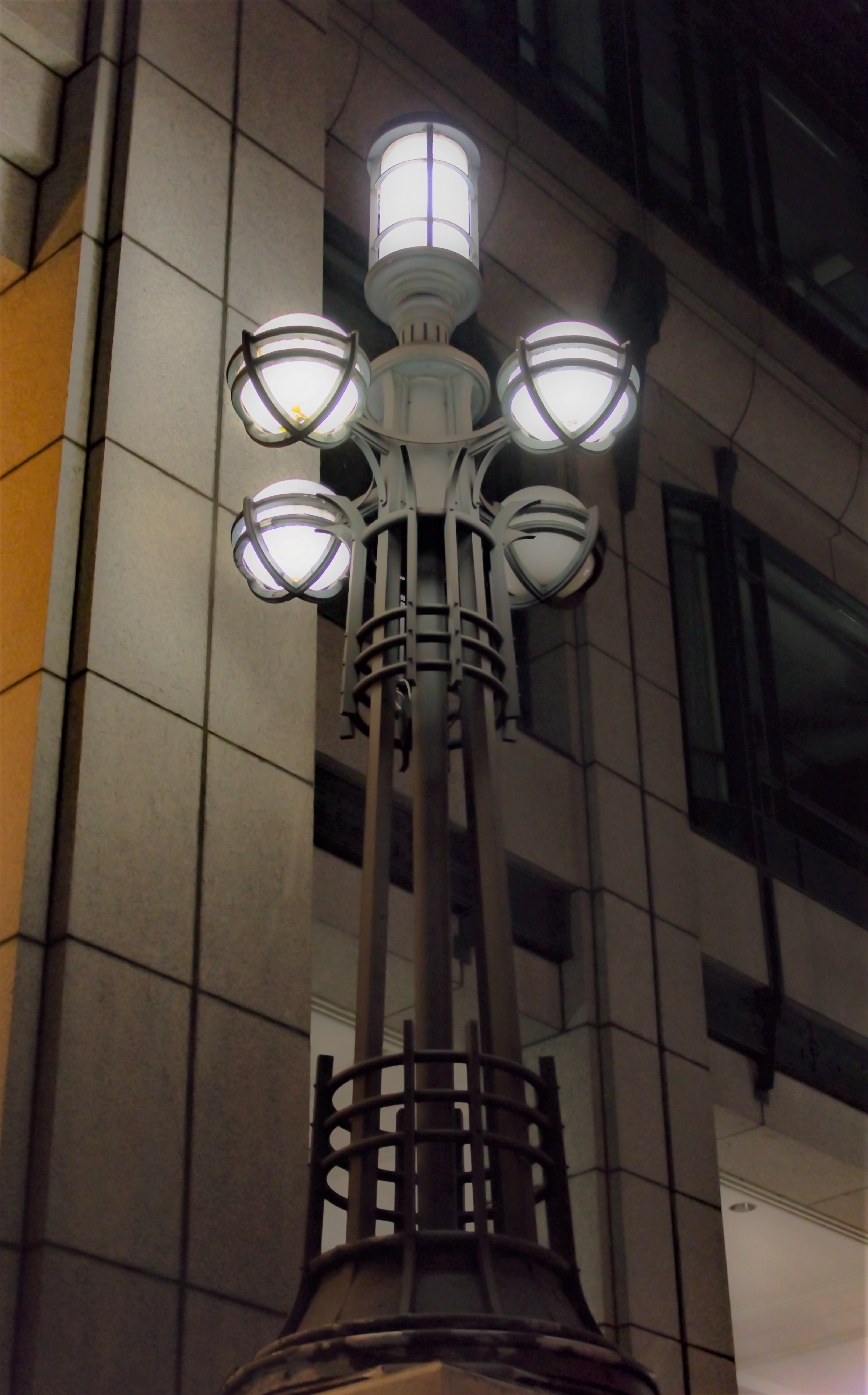
Réverbère à Londres.

Les humains se sont d'abord éclairés par la lumière du feu. Le bitume et la poix renforcent l'éclat des torches. Les archéologues ont découvert des lampes à huile rudimentaires parmi des objets remontant au Néolithique. Les chandelles et bougies, de principe identique, présentent l'avantage pratique d'un combustible solide, qui ne se liquéfie que par la chaleur de la combustion.
Pour éclairer, il faut des matières dont la combustion imparfaite produit des poussières, chauffées par la réaction de parties plus volatiles avec l'oxygène de l'air. La combustion du pétrole ou du gaz, bien réglée, est trop parfaite pour éclairer. On disposait les luminaires à pétrole ou à gaz de sorte qu'un excès de combustible produise les poussières nécessaires, jusqu'à ce que l'invention du manchon à incandescence à la fin du XIXe siècle permette l'amélioration du rendement des lampes.
La lampe à incandescence électrique inventée à la fin du XIXe siècle a révolutionné l'éclairage. Les lumières électriques sont depuis lors les sources les plus courantes de lumière artificielle. 
Des systèmes basés sur la luminescence ont ensuite rivalisé et souvent remplacé la lampe à incandescence : le tube fluorescent, la lampe électroluminescente. Les plus récents sont de plus en plus économes en énergie.

## Législation
La lumière est un bien commun.
De nombreux équipements destinés à la signalisation, à la communication, à la publicité émettent de la lumière dans et hors des habitations. Ils peuvent, comme les appareils d'éclairages, être à l'origine de pollution lumineuse.
La lumière compte parmi les facteurs environnementaux dans la loi sur la protection des émissions. Les émissions lumineuses issues de systèmes d'éclairage artificiels peuvent perturber significativement le cycle du sommeil indispensable à l'humain et à la nature en empêchant la réalisation de certains processus naturels. Les règlements sur la lumière, particuliers à chaque pays, définissent l'éclairage normal de l'éclairage intérieur et le seuil d'éblouissement. Les lumières aux couleurs intenses et clignotantes peuvent s'avérer particulièrement perturbantes. L'État veille à la bonne application de la loi en la matière, incluse en France dans le Code de l'environnement. La lumière intéresse la sécurité en matière de transport : niveau et répartition de l'éclairage urbain, réglage des phares de voiture pour éviter l'éblouissement. Les effets néfastes de la lumière artificielle sur la faune sauvage (par exemple, sur les insectes nocturnes, la perturbation des oiseaux migrateurs), la pollution lumineuse nuisible à l'observation de l'espace motivent les limitations réglementaires.

## Esthétique
L'importance de la lumière dans la peinture, la spécialité technique et artistique de l'éclairage, qui produisent une lumière artistique, témoignent des valeurs esthétiques liées à la lumière, naturelle ou artificielle, dont Paul Souriau a tenté d'établir des caractères. « La beauté de la lumière ne se peut pas mesurer exactement au photomètre ».

## Symbolisme
La lumière a une forte valeur symbolique ; permettant de percevoir les objets avant de les toucher, elle s'associe, dans toutes les cultures humaines, à la connaissance, tandis que l'opposition entre lumière et ténèbres se relie à celles entre vie et mort et entre bien et mal. Dans de nombreuses religions, Dieu est associé à la lumière.
Le langage entretient, par des métaphores devenues des clichés, cette association. Ainsi, diverses religions expriment l'accession soudaine à un savoir mystique par le mot « illumination » ; tandis qu'en Europe, l'époque où se structure la méthode scientifique et où la connaissance du monde platonicienne se transforme en élaboration mathématique à partir de la mesure se désigne comme siècle des Lumières tandis que par la suite, la philosophie des Lumières diffuse ce nouveau genre de savoir, qui se présente comme supérieur à l'obscurantisme des religions instituées.
La propriété de la lumière de se transmettre à distance sans support matériel alimente une métaphore ancienne, qui l'associe aux idées. Vitellion, savant polonais du XIIIe siècle traducteur de l’Optique d'Alhazen, rapproche la lumière physique, manifestation de Dieu et la lumière divine, c'est-à-dire le sentiment de Dieu[réf. souhaitée]. Pour Georges Duby, l'architecture des cathédrales de l'époque s'organise selon ce parallèle, dit théologie de la Lumière.